# Iwan Kanteman
Iwan Hugo Kanteman (Albina, 7 januari 1908 – Langenstein Zwieberge, Buchenwald,19 maart 1945) was een Surinaams-Nederlandse verzetsstrijder tijdens de Tweede Wereldoorlog.

## Levensloop
Kanteman werd geboren in Albina, de hoofdplaats van het district Marowijne in Suriname. Als matroos op de grote vaart kwam hij naar Nederland. In 1939 trouwde hij in Amsterdam met Sijgje Maria Margrietha Boelhouwer (1911-1980). Het echtpaar kreeg vier dochters. Hun jongste dochter Janna kreeg met name in de tweede helft van de jaren '60 onder de artiestennaam Karin Kent bekendheid als zangeres in Nederland.

### Tweede Wereldoorlog
Tijdens de Tweede Wereldoorlog deed Kanteman diverse verzetswerkzaamheden. Hij had in die tijd een functie bij de Luchtbeschermingsdienst, waardoor hij buiten spertijd over straat kon. Hij kon daardoor onderduikers naar duikadressen begeleiden. Ook hielp hij met het verspreiden van het blad De Waarheid en illegale pamfletten. Kanteman werd vanwege zijn verzetswerk op 10 juni 1944 gearresteerd. Via Kamp Vught en Sachsenhausen kwam hij terecht in Buchenwald. Hij overleed in maart 1945 in het buitencommando Langenstein-Zwieberge door honger en uitputting.

## Eerbetoon
- Hij ontving postuum het Verzetsherdenkingskruis.[7]
- Zijn naam staat op de Erelijst van Gevallenen 1940-1945.[8]
- Zijn naam staat vermeld op het Monument Surinaamse Gevallenen van de Tweede Wereldoorlog in Paramaribo.[9]
- In Amsterdam is het Iwan Kantemanplein naar hem vernoemd.